# Maut in Norwegen

Norwegisches Verkehrszeichen 765: Mautstraße

In Norwegen gibt es keine generelle Mautpflicht auf öffentlichen Straßen. Es wird aber häufig für die Benutzung von neu erbauten Kunstbauten (Tunnel, Brücken) sowie neu errichteten oder generalsanierten Straßenabschnitten eine zeitlich befristete Maut erhoben, bis das jeweilige Bauwerk abbezahlt ist (meist etwa 10 bis 15 Jahre). Anschließend werden die Mautstationen abgebaut. Mautpflichtige Straßen bestehen an mehreren Orten in Norwegen. Mit Ausnahme des Atlanterhavstunnels und einigen Fähren arbeiten alle Mautstationen automatisch. 

Norwegisches Verkehrszeichen 792.30: Automatische Mautstation

Das Kabinett von Ministerpräsidentin Erna Solberg schlug eine Mautreform in vier Teilen vor – eine Reduzierung der Mautgesellschaften, die Trennung der Mautdienste für Maut- und Fährtickets von den Mautgesellschaften, eine Zinsausgleichsregelung für Mautstraßenkredite und eine Vereinfachung der Preis- und Rabattsysteme.

## AutoPASS
Das norwegische System für die elektronische Mauterhebung heißt AutoPASS und gehört der Norwegischen Straßenverkehrsbehörde Statens vegvesen. Ein AutoPASS-Mauttransponder ist ein drahtloser Sender (Chip), mit dem Autofahrer automatische Bezahlungsanlagen schneller passieren können. AutoPASS ist Mitglied von EasyGo, ein Gemeinschaftsunternehmen von Norwegen, Schweden, Dänemark und Österreich. Dies ermöglicht beim Passieren von Mautstraßen, Fähren und Brücken die Nutzung von nur einem elektronischen Mauttransponder in allen vier Ländern.
Bei Fahrzeugen ohne Transponder wird das Kraftfahrzeugkennzeichen fotografiert und die Rechnung an den Fahrzeughalter auf dem Postweg zugeschickt. Dies gilt auch für Fahrzeuge, die in anderen Ländern als Norwegen zugelassen sind. Im Ausland registrierte Fahrzeuge erhalten die Rechnung von Epass24. Alle ausländischen Fahrzeuge müssen die Euro-Klasse des Fahrzeugs und den Kraftstofftyp registrieren, damit die Mautgesellschaften entsprechend der Umweltklasse die Abbuchungen korrekt vornehmen. Erfolgt keine Registrierung, wird der höchste Satz innerhalb der Tarifgruppe 1 oder 2 berechnet.

### Obligatorischer Chip für alle gewerblich genutzten Fahrzeuge über 3,5 t
Alle Fahrzeuge aus dem In- und Ausland mit einem zulässigen Gesamtgewicht von über 3,5 t, die auf Unternehmen, den Staat, Verwaltungsbezirke oder Gemeinden zugelassen sind oder auf andere Art und Weise gewerblich genutzt werden, müssen bei sämtlichen Fahrten auf öffentlichen Straßen mit einem gültigen Mautchip ausgestattet sein, für den es einen gültigen Vertrag für die Zahlung von Mautgebühren in Norwegen gibt.
Die Einhaltung der geltenden Verordnung wird von Polizei, Zoll und Statens vegvesen überprüft. Bei einem Verstoß gegen die Vorschrift wird eine Gebühr von 8.000 Norwegischen Kronen fällig. Bei Wiederholung innerhalb von zwei Jahren erhöht sich die Gebühr auf 16.000 Norwegische Kronen. Die Gebühr ist innerhalb von drei Wochen zu zahlen – auch, falls Widerspruch eingelegt wird. Andernfalls erhöht sich die Gebühr um 50 % auf 12.000 oder 24.000 Norwegische Kronen.

## Mautgesellschaften
Alle Mautstraßen in Norwegen gehören zu einer Mautgesellschaft, die für die Finanzierung des Straßenprojektes verantwortlich ist. Das Recht zur Mauterhebung basiert auf dem Abschluss eines Mautvertrags zwischen der Mautgesellschaft und dem norwegischen Verkehrsministerium.
Als Folge der Mautreform werden die folgenden regionalen Mautstraßenbetreiber gegründet, die sich im Eigentum der Provinzen befinden:
- Bompengeselskap Nord AS (Nordland, Troms und Finnmark)
- Vegamot AS (Møre og Romsdal und Trøndelag)
- Ferde AS (Agder, Rogaland und Vestland)
- Vegfinans AS (Innlandet, Vestfold, Telemark, Buskerud, Akershus und Østfold)
- Fjellinjen AS (Oslo und angrenzende Kommunen)

## Mauttarife und Rabatte
| | Tarifgruppe 1 | Tarifgruppe 2 |
| --- | --- | --- |
| | - Fahrzeuge mit einem zulässigen Gesamtgewicht bis 3500 kg - Alle Fahrzeuge der Klasse M1 unabhängig vom Gewicht                                                                                      | - Fahrzeuge mit einem zulässigen Gesamtgewicht über 3500 kg, ausgenommen Fahrzeuge der Klasse M1.                                    |
| Für Fahrzeuge der Fahrzeugklasse M1 über 3500 kg sind in Tarifgruppe 1 ein elektronischer Chip und ein gültiger Vertrag zwingend notwendig.                            | Chip-Pflicht: Fahrzeuge, die auf eine Firma eingetragen sind oder gewerblich genutzt werden, müssen mit einem elektronischen Chip mit einem gültigen Vertrag für die Tarifgruppe 2 ausgestattet sein. | |
| Tarifgruppen bei Umweltdifferenzierung Bei Anlagen, die umweltdifferenzierte Tarife verwenden, können bis zu vier verschiedene Tarife für Tarifgruppe 1 bzw. 2 gelten. | Tarifgruppe 1: - emissionsfreien Antrieb (Zero Emission Vehicle) - ladbaren Hybridantrieb (plug-in hybrids) - Diesel - andere (Benzin-, Gas-, Ethanol- usw.) Motoren                                  | Tarifgruppe 2: - emissionsfreien Antrieb (Zero Emission Vehicle) - ladbaren Hybridantrieb (plug-in hybrids) - Euro VI - Pre Euro VI. |
| Chip Rabatte | 20 % | 0 % |

Durch den Prozess von Prop. 1 S Anhang 2 / Innst. 13 S (2015–2016) hat der Storting den Vorschlag der Regierung zur Einführung eines neuen Tarif- und Rabattsystems für Mautprojekte unterstützt. Im neuen System wird es eine Standardisierung der Rabatte geben. Fahrzeuge der Tarifgruppe 1 mit elektronischem Chip und gültigem Vertrag erhalten automatisch 20 Prozent Rabatt. Fahrzeuge der Tarifgruppe 2 erhalten keinen Rabatt.
In immer mehr Projekten wird eine Mautgebühr für emissionsfreie Fahrzeuge für die Tarifgruppe 1 eingeführt. Zero Emission Vehicle ist eine Sammelbezeichnung für Elektroautos und Wasserstoffautos. Die Mautgebühr beträgt maximal 50 % der normalen Mautgebühr nach Rabatte (z. B. Wenn die Mautgebühr 10 NOK beträgt, kostet es 8 NOK mit einem gültigen Vertrag/Chip. Die Mautgebühr für emissionsfreie Fahrzeuge kann daher maximal 4 NOK betragen.) Die Einführung der Zahlung für emissionsfreie Fahrzeuge erfolgt gemäß den Anweisungen von Prop. 87 S (2017–2018) und der Kommunalverwaltung. Die Zahlung von Mautgebühren als emissionsfreies Fahrzeug erfordert eine Chip und einen gültigen Vertrag. Ohne Chip und Vertrag werden emissionsfreie Fahrzeuge wie andere Fahrzeuge zum normalen Tarif berechnet.

## City-Mautringe
Bereits Mitte der 1980er-Jahre übernahmen norwegische Städte Innenstadtmaut. Während die Modelle in Norwegen hauptsächlich der Straßenfinanzierung dienen, begründen Kommunen die Erhebung der Straßenbenutzungsgebühr zunehmend mit dem Umweltschutz. Die Verteuerung des Individualverkehrs soll Anreize für den Umstieg auf öffentliche Verkehrsmittel geben. Die Regierung hat beschlossen, dass es für die staatliche Finanzierung großer Straßenprojekte im Stadtumgebung einen Mautring auch geben muss.
| Stadt/Gebiet      | Paket/Mautprojekt                          | | Provinz            | Mautgesellschaft                    |
| ----------------- | ------------------------------------------ | --- | ------------------ | ----------------------------------- |
| Oslo und Akershus | Oslopakke 3                                | In der norwegischen Hauptstadt Oslo gibt es die Innenstadtmaut seit 1990. Mit den Einnahmen werden Straßenbaumaßnahmen in Oslo und Umgebung finanziert. | Oslo, Akershus     | Fjellinjen AS                       |
| Ålesund           | Bypakke Ålesund                            | | Møre og Romsdal    | Vegamot                             |
| Kristiansand      | Samferdselspakke for Kristiansandsregionen | | Agder              | Ferde AS                            |
| Nord-Jæren        | Bymiljøpakken                              | Stavanger mit Umgebung | Rogaland           | Ferde AS                            |
| Haugalandet       | Haugalandspakken                           | | Rogaland, Vestland | Ferde AS                            |
| Bergen            | Miljøløftet                                | Als erste in Europa führte die norwegische Küstenstadt Bergen 1985 eine Gebühr für die Einfahrt in die Innenstadt ein (25 Kronen – ca. 3 Euro) mit dem Ziel der Finanzierung des Straßenbaus in der schwierigen geografischen Lage (steile Felsen).                                                                                                  | Vestland           | Ferde AS                            |
| Askøy             | Askøypakken                                | | Vestland           | Ferde AS                            |
| Bodø              | Bypakke Bodø                               | | Nordland           | BPS Nord - Veipakke Salten AS       |
| Fredrikstad       | Bypakke Nedre Glomma                       | Einschließlich Værstebrücke und Kråkerøybrücke (Kråkerøyforbindelsen) | Østfold            | Vegfinans Bypakke Nedre Glomma AS   |
| Førde             | Førdepakken                                | | Vestland           | Ferde AS                            |
| Harstad           | Harstadpakken                              | | Troms              | BPS Nord - Troms Bompengeselskap AS |
| Grenland          | Bypakke Grenland                           | | Telemark           | Vegfinans Bypakke Grenland AS       |
| Nordhordland      | Nordhordlandspakken                        | (Anfang 1. Dezember 2019) | Vestland           | Ferde AS                            |
| Tromsø            | Tenk Tromsø                                | (Anfang 5. Januar 2023) | Troms              | BPS Nord                            |
| Trondheim         | Miljøpakke Trondheim                       | Auch für die drittgrößte Stadt Norwegens war die Finanzierung des Straßenbaus die eigentliche Motivation für die Mauteinführung im Jahr 1991. Da die Straßen ausfinanziert waren, wurde die Maut wie geplant nach 15 Jahren Ende Dezember 2005 wieder abgeschafft. 2010 wurde im Rahmen eines Umweltpakets (Miljøpakken) die Maut wieder eingeführt. | Trøndelag          | Vegamot AS                          |

## Mautpflichtige Straßen

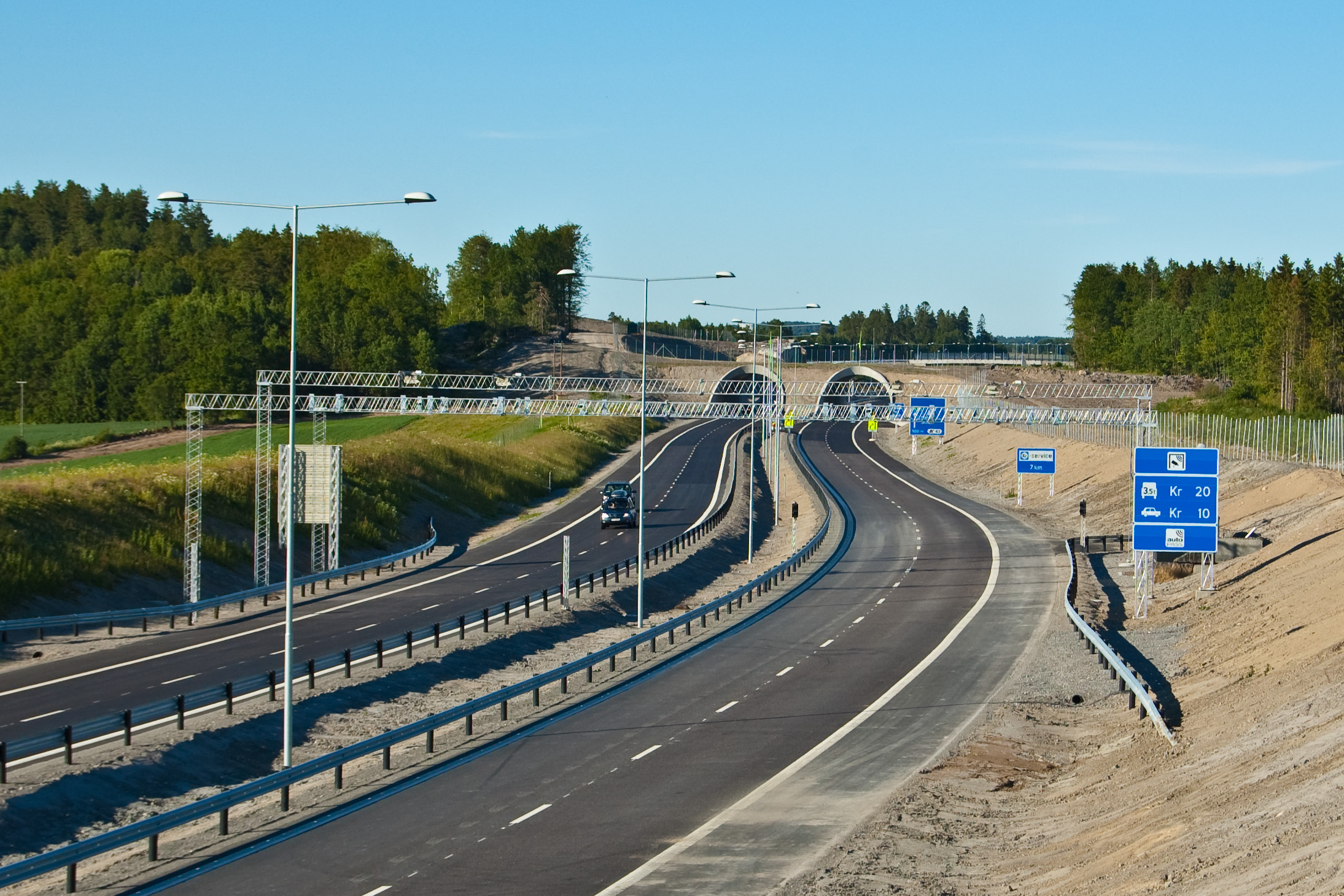
Mautstation an der Europastraße E18

| Straße | Strecke                                      | Provinz             | Mautgesellschaft                       |
| ------ | -------------------------------------------- | ------------------- | -------------------------------------- |
| E6     | Helgeland Nord                               | Nordland            | BPS Nord – Nordland Bompengeselskap AS |
| E6     | Helgeland Süd                                | Nordland            | BPS Nord – Nordland Bompengeselskap AS |
| E6     | Trondheim–Stjørdal                           | Trøndelag           | Vegamot AS                             |
| E6     | Tingberg                                     | Innlandet           | Vegfinans E6 Oppland                   |
| E6     | Svinesundbrücke                              | Østfold             | Svinesundsforbindelsen AS              |
| E6     | Moss, Raukerud, Østfoldpakka                 | Østfold             | Vegfinans Østfold Bompengeselskap AS   |
| E6     | Gardermoen-Moelv                             | Innlandet, Akershus | Vegfinans E6 Gardermoen-Moelv AS       |
| E6     | Frya-Sjoa                                    | Innlandet           | Vegfinans Ringebu-Otta AS              |
| E6     | Hålogalandbrücke                             | Nordland            | BPS Nord – Hålogalandsbrua AS          |
| E6/E10 | Trældal – Leirvik                            | Nordland            | BPS Nord – Hålogalandsbrua AS          |
| E16    | Bolstad, Vossapakko                          | Vestland            | Ferde AS                               |
| E16    | Kongsvinger-Slomarka                         | Innlandet           | Vegfinans E16 Kongsvingervegen AS      |
| E16    | Bagn-Bjørgo                                  | Innlandet           | Vegfinans E16 Oppland AS               |
| E18    | Østfoldpakka                                 | Østfold             | Vegfinans Østfold Bompengeselskap AS   |
| E18    | Gulli-Langangen                              | Vestfold            | Vegfinans E18 Vestfold AS              |
| E18    | Rugtvedt-Dørdal                              | Telemark            | Vegfinans E18 Telemark AS              |
| E18    | Tvedestrand - Arendal                        | Agder               | Ferde AS                               |
| E134   | Stordalstunnel, Åkrafjorden                  | Vestland            | Ferde AS                               |
| E136   | Tresfjordbrücke (Eksportvegen)               | Møre og Romsdal     | Vegamot AS                             |
| Rv4    | Dynna, Lunner Grenze                         | Innlandet           | Vegfinans Rv4 Oppland                  |
| Rv7    | Sokna-Ørgenvika                              | Buskerud            | Vegfinans Hallingporten AS             |
| Rv13   | Hardangerbrücke                              | Vestland            | Ferde AS                               |
| Rv13   | Svelgane, Vossapakko                         | Vestland            | Ferde AS                               |
| Rv13   | Ryfylketunnel, Ryfast (Anfang 30. März 2020) | Rogaland            | Ferde AS                               |
| Rv13   | Hundvågtunnel, Ryfast (Anfang 30. März 2020) | Rogaland            | Ferde AS                               |
| Rv36   | Slåttekås–Årnes, Ullevik                     | Telemark            | Vegfinans Rv36 Telemark                |
| Rv80   | Fauske – Bodø                                | Nordland            | BPS Nord – Veipakke Salten AS          |
| Fv7    | Kvammapakken - Kjepsohøgda - Steinsdalen     | Vestland            | Ferde AS                               |
| Fv16   | Dynna, Lunner Grenze                         | Innlandet           | Vegfinans Rv4 Oppland AS               |
| Fv33   | Langsletta                                   | Innlandet           | Vegfinans Fv33 Oppland                 |
| Fv34   | Grime                                        | Innlandet           | Vegfinans Fv34 Oppland                 |
| Fv45   | Øvstabø, Gjesdal                             | Rogaland            | Ferde AS                               |
| Fv47   | T-Forbindelsen                               | Rogaland            | Ferde AS                               |
| Fv64   | Atlanterhavstunnel                           | Møre og Romsdal     | Atlanterhavstunnelen AS                |
| FV78   | Toventunnel, Vefsn, Vegpakke Helgeland       | Nordland            | BPS Nord – Helgeland Veiutvikling AS   |
| Fv107  | Jondalstunnel                                | Vestland            | Ferde AS                               |
| Fv118  | Alte Svinesundbrücke                         | Østfold             | Svinesundsforbindelsen AS              |
| Fv128  | Alte E18, Østfoldpakka                       | Østfold             | Vegfinans Østfold Bompengeselskap AS   |
| Fv175  | Åsum, Kongsvinger-Slomarka                   | Innlandet           | Vegfinans E16 Kongsvingervegen AS      |
| Fv250  | Fulu, Kongsvinger-Slomarka                   | Innlandet           | Vegfinans E16 Kongsvingervegen AS      |
| Fv255  | Fåberg, Gausdalsvegen                        | Innlandet           | Vegfinans Gausdalsvegen AS             |
| Fv311  | Kambo, Østfoldpakka                          | Østfold             | Vegfinans Østfold Bompengeselskap AS   |
| Fv312  | Frya-Sjoa                                    | Innlandet           | Vegfinans Ringebu-Otta AS              |
| Fv312  | Skarsmoen                                    | Innlandet           | Vegfinans E6 Oppland                   |
| Fv315  | Jørstadmoen, Lundgård, Gausdalsvegen         | Innlandet           | Vegfinans Gausdalsvegen AS             |
| Fv519  | Finnøytunnel, Rennesøy                       | Rogaland            | Ferde AS                               |
| FV542  | Bømlo Bridge, Bømlopakken                    | Vestland            | Ferde AS                               |
| Fv714  | Laksevegen                                   | Trøndelag           | Vegamot AS                             |
| Fv715  | Krinsvatn, Fosenpakken                       | Trøndelag           | Fosenvegene AS                         |
| Fv858  | Ryatunnel, Tromsø                            | Troms               | Ryaforbindelsen AS                     |
| Fv5981 | Gegen Tresfjorden, Eksportvegen              | Møre og Romsdal     | Vegamot AS                             |

## Mautzuschlag bei Fähren
Auf den folgenden Strecken wird eine Maut als Zuschlag zum Fahrpreis erhoben:
| Straße | Fährlinie                      | Provinz   | Reederei | Mautgesellschaft |
| ------ | ------------------------------ | --------- | -------- | ---------------- |
| E39    | Mortavika–Arsvågen             | Rogaland  | Fjord1   |                  |
| Fv48   | Gjermundshamn–Varaldsøy–Årsnes | Vestland  | Norled   |                  |
| Fv541  | Langevåg–Buavåg                | Vestland  | Norled   | Ferde AS         |
| Fv546  | Husavik–Sandvikvåg             | Vestland  | Fjord1   | Ferde AS         |
| Fv546  | Krokeide–Hufthamar             | Vestland  | Fjord1   | Ferde AS         |
| Fv710  | Brekstad–Valset                | Trøndelag | Fjord1   | Fosenvegene AS   |
| Fv715  | Flakk–Rørvik                   | Trøndelag | ATB      | Fosenvegene AS   |

Viele Strecken ohne Mautgebühren verwenden AutoPass auch als Zahlung über das „AutoPass für Fähre“-Konzept. AutoPASS-Kunden mit gültigem Vertrag und Transponder, aber ohne ein separates Fährkonto erhalten die Fährüberfahrten einen Rabatt von 10 % AutoPass-Chip. Wenn man eine Vorauszahlung auf ein Autopass-Fährenkonto tätigt, erhält man einen Rabatt von 50 % (40 % für Unternehmen).

## Politische Diskussion
Die Mautthematik führt immer wieder zu größeren Diskussion. In den Fokus trat sie vor allem vor den Kommunalwahlen im September 2019, in der die Partei Folkeaksjonen nei til mer bompenger (FNB) in vielen Kommunen mit dem Hauptthema antrat, keine Straßen mehr mautpflichtig zu machen. Langfristig wolle die FNB auch bereits bestehende Mautstraßen wieder frei passierbar machen. Die norwegische Regierung begann kurz vor den Wahlen neu über die Thematik zu verhandeln. Diese Diskussionen wurden in den norwegischen Medien auch als Bomstrid (deutsch: Mautstreit) bezeichnet, da sich die Regierungsparteien lange auf kein Ergebnis einigen konnten.  Gegen die Abschaffung der Maut sprach sich etwa die grüne Partei Miljøpartiet De Grønne (MDG) aus, deren Spitzenkandidatin in Oslo, Lan Marie Nguyen Berg, ihre Rede am Wahlabend mit „Vi elsker bomringen!“ (deutsch: „Wie lieben die Mautzone!“) beendete.